# Айккендорф (Бёрделанд)
Айккендорф (нем. Eickendorf) — посёлок в Германии, в земле Саксония-Анхальт.

## История
Ранее существовал как отдельная коммуна, ныне объединён с коммуной Бёрделанд.

## География
Входит в состав района Шёнебек. Население —1216 человек (на 31.12. 2003). Занимает площадь 11,71 км².